# Abderrahim Zahiri
Abderrahim Zahiri né le 1er janvier 1996 à M'rirt, est un coureur cycliste marocain.

## Biographie
En 2019, Abderrahim Zahiri fait le choix de rejoindre le club Bourg-en-Bresse Ain Cyclisme en France. Il effectue sa reprise lors des Boucles du Haut-Var, où il se classe quatrième de la troisième épreuve, après avoir attaqué avant les 500 derniers mètres.
En septembre 2020, il participe à ses premiers mondiaux élites à Imola.

## Palmarès sur route

### Par années
- 2013
  -  Champion d'Afrique sur route juniors
  -  Champion du Maroc sur route juniors
  -  Champion du Maroc du contre-la-montre juniors
  -  Médaillé d'argent du championnat d'Afrique du contre-la-montre par équipes juniors
  -  Médaillé de bronze du championnat arabe du contre-la-montre juniors
- 2014
  -  Médaillé de bronze du championnat arabe du contre-la-montre juniors[4]
- 2015
  - 3e du championnat du Maroc du contre-la-montre espoirs
- 2016
  - 1re et 6e étapes du Tour de Côte d'Ivoire
- 2017
  -  Champion du Maroc sur route espoirs
  - 2e du championnat du Maroc du contre-la-montre espoirs
- 2018
  - 1re étape de Toscane-Terre de cyclisme
  - 2e du Trophée Edil C
  - 3e du Giro del Medio Brenta
- 2019
  - Paris-Chalette-Vierzon

### Classements mondiaux
| Année           | 2015 | 2016   | 2017   | 2018 |
| --------------- | ---- | ------ | ------ | ---- |
| UCI Africa Tour | 125e | 96e    | 108e   |      |
| UCI Asia Tour   |      |        |        | 712e |
| UCI Europe Tour |      | 1 898e | 1 246e | 526e |

## Palmarès sur piste

### Championnats d'Afrique
- Casablanca 2016
  -  Médaillé de bronze de la poursuite
- Casablanca 2018
  -  Médaillé d'argent de la poursuite par équipes
  -  Médaillé de bronze de la vitesse par équipes